# Tomàs Piñol Gasull
Tomàs Piñol Gasull (Ulldemolins, 21 juliol 1862 - Reus, segle XX) va ser un comerciant i polític català.
Important comerciant reusenc, va ser soci fundador del la Societat del Manicomi de Reus, promotora de l'Institut Pere Mata, i propietari de la Casa Pinyol a la plaça del Mercadal de Reus. D'ideologia monàrquica, va ser alcalde de la ciutat durant el govern de Dámaso Berenguer, nomenat el febrer de 1930 i cessat el maig d'aquell any, quan va ser substituït breument per Pau Aymat, al dimitir en el moment de presa de possessió l'alcalde nomenat per Berenguer Ramon Salvat Siré, que havia dimitit en el mateix moment de prendre possessió. Aymat quasi no va exercir l'alcaldia per discrepàncies polítiques i finalment Josep Caixés, al novembre de 1930 va ser nomenat alcalde fins a la proclamació de la República.